# Stormskärs Maja (TV-serie)
Stormskärs Maja är en finlandssvensk tv-serie från 1976 i sex delar som bygger på romanserien Stormskärs Maja av Anni Blomqvist. Serien som producerades av Yle regisserades av Åke Lindman och skrevs av Benedict Zilliacus och musiken som även spreds utanför serien komponerades av Lasse Mårtenson. Serien spelades in i mitten av 1970-talet på Åland i till exempel Skarpnåtö. I rollerna syns Rose-Marie Rosenback och Leif Sundberg.
Det första avsnittet av Stormskärs Maja sändes den 6 april 1976. Serien är på svenska och toppade tittarstatistiken i Finland. Senare samma år visades serien även i Sverige, Norge och Danmark.
Stormskärs Maja handlar om motsatserna Maja och Janne och deras motgångar och förluster i 1800-talets yttre skärgård på naturens nåd.

## Bakgrund
Förebilden för Stormskärs Maja är Anni Blomqvists farfars syster Maria (Maija) Lovisa Mickelsdotter. Fiskarhustru Maria Mickelsdotter föddes 1824 och dog 1903. Hon levde sitt liv på ön Väderskär. Jannes förebild är Johan Eriksson, som dog i magproblem vid 59 års ålder.

## Handling
Stormskärs Maja börjar på 1840-talet och slutar i slutet av seklet. Handlingen fokuserar på den första tredjedelen av perioden som sträcker sig över sex decennier. Händelserna från början av 1860-talet till 1899 behandlas i andra hälften av det sista avsnittet.
| Avsnitt | Namn                   | Föreställningsdatum | Varaktighet (min.) |
| ------- | ---------------------- | ------------------- | ------------------ |
| 1.      | Vägen till Stormskäret | 6 april 1976        | 82'                |
| 2.      | Med havet som granne   | 13 april 1976       | 60'                |
| 3.      | Resbud                 | 20 april 1976       | 59'                |
| 4.      | En stallets jul        | 27 april 1976       | 59'                |
| 5.      | Vargavinter            | 4 maj 1976          | 59'                |
| 6.      | Vägen från Stormskäret | 11 maj 1976         | 81'                |

## Medverkande
Skådespelarna i Stormskärs Maja är amatörskådespelare från Åland. Tanken med att använda amatörer var Anni Blomqvists. Rose-Marie Rosenback gjorde sin professionella karriär som kartograf, hon har inte arbetat som skådespelerska sedan 1970-talet. Leif Sundberg fortsatte skådespela på fritiden och försörjde sig som radiopratare på Åland.

## Musik
Musiken Stormskärs Maja komponerades av Lasse Mårtenson. Ledmotivet Stormskärs Maja släpptes 1977 på instrumentalskivan Skärgård-Saaristo-Archipelago & Stormskärs Maja. Skivan sålde guld. Ledmotivet Stormskärs Majas blev en av de mest sålda finska kompositionen genom tiderna. Skivan har även annan musik från tv-serien:
- Stormskärs Maja
- Minnen
- Äppelö
- Flundervalsen
- Dömanskär
- Jurmo
- Borstö
- Morgondimma
- Vänö
- En Sjökapten
- Mikaels Drunkning
- Prästkragen
- Stormskärs Maja II[8]

Benedict Zilliacus skrev den svenska texten till Stormskärs Majas ledmotiv medan Jukka Virtanen skrev den finska texten. Många versioner av låten har gjorts av artister som Francis Goya, Linda Lampenius, Karita Mattila och Pepe Willberg.

## Produktion
Stormskärs Maja spelades till stor del in på den obebodda ön Väderskär i nordöstra Ålands skärgård. Inspelningen inleddes i början av 1975 och varade i mer än ett år. Händelserna som äger rum i Maijas barndomshem spelades in i Hammarland, på västra delen av Åländska huvudön.
DVD-utgåvan av Stormskärs Maja innehåller häftet "Stormskärs Maja bakom kulisserna: Ur Rosis arkiv", som innehåller dokument från produktionen av Stormskärs Maja som finns i fotosekreteraren Rosi Sonntags produktionsfolder.

## Mottagande
Jukka Kajava skrev i Helsingin Sanomat den 22 april 1976: "Jag skulle inte bli förvånad om Maija från Myrskyluoto blev ett internationellt program. Dess hängivenhet, enkelhet, sanning är oöverträffad." Aimo Siltari från Savon Sanomat betygsatte också arbetet högt.

## Utgivning
YLE Export släppte Stormskärs Maja på DVD 2010. Utgåvan har undertexter på både finska och svenska.